# Lisa Eder
Lisa Eder (Sankt Johann in Tirol, 12 agosto 2001) è una saltatrice con gli sci austriaca.

## Biografia
In Coppa del Mondo ha debuttato il 19 gennaio 2018 a Zaō (36ª) e ha conquistato il primo podio il 9 febbraio 2019 a Ljubno (3ª nella gara a squadre); ai XXIV Giochi olimpici invernali di Pechino 2022, sua prima presenza olimpica, si è classificata 8ª nel trampolino normale e 5ª nella gara a squadre mista e il 25 febbraio dello stesso anno ha colto nella gara a squadre di Hinzenbach la prima vittoria in Coppa del Mondo. Ai Mondiali di Trondheim 2025, sua prima presenza iridata, ha vinto la medaglia d'argento nella gara a squadre e si è piazzata 11ª nel trampolino normale e 6ª nel trampolino lungo.

## Palmarès

### Mondiali
- 1 medaglia:
  - 1 argento (gara a squadre a Trondheim 2025)

### Mondiali juniores
- 4 medaglie:
  - 3 ori (gara a squadre, gara a squadre mista a Oberwiesenthal 2020; gara a squadre a Lahti/Vuokatti 2021)
  - 1 bronzo (gara a squadre a Lahti 2019)

### Coppa del Mondo
- Miglior piazzamento in classifica generale: 9ª nel 2022
- 11 podi (5 individuali, 6 a squadre):
  - 1 vittoria (a squadre)
  - 2 secondi posti (1 individuale, 1 a squadre)
  - 8 terzi posti (4 individuali, 4 a squadre)

#### Coppa del Mondo - vittorie
| Data             | Località   | Nazione | Trampolino                                                                 |
| ---------------- | ---------- | ------- | -------------------------------------------------------------------------- |
| 25 febbraio 2022 | Hinzenbach | Austria | Aigner HS90 (con Chiara Hölzl, Jacqueline Seifriedsberger e Marita Kramer) |